# Didier Vanoverschelde
Didier Vanoverschelde (Hallennes-lez-Haubourdin, 5 aprile 1952) è un ex ciclista su strada e pistard francese.

## Carriera
Professionista dal 1979 al 1984 corse sempre con i colori della La Redoute conquistando solo due successi fra i professionisti, la Parigi-Bourges del 1982 ed un criterium in Francia la stagione successiva.
Fra i suoi piazzamenti di maggior rilievo figurano i podi alla al Grand Prix de la Ville de Lillers 1977 Parigi-Bourges 1981, al Cholet-Pays de Loire e al Grand Prix de Plouay 1982, al Grand Prix de Denain 1983.
Conta cinque partecipazioni consecutive al Tour de France tutte portate a termine.
Anche suo figlio Cédric corse in bicicletta come dilettante nel Vélo Club Roubaix e da stagista nella Cofidis e nella Dunkerque-Dûnes de Flandre

## Palmarès

### Strada
- 1973 (Dilettanti, una vittoria)

Grand Prix des Flandres françaises
- 1976 (Dilettanti, una vittoria)

Poly Nordiste
- 1977 (Dilettanti, una vittoria)

Circuit du Pévèle
- 1982 (La Redoute, una vittoria)

Parigi-Bourges

### Pista
- 1972 (Dilettanti, una vittoria)

Campionati francesi, Inseguimento a squadre

### Altri successi
- 1983 (La Redoute, una vittoria)

Prix de Villeneuve d'Ascq (criterium)

## Piazzamenti

### Grandi Giri
- Tour de France

1979: 41º
1980: 45º
1981: 26º
1982: 42º
1983: 35º

### Classiche monumento
- Parigi-Roubaix

1979: 48º